# Günther Knobloch (SS-Mitglied)
Günther Knobloch, auch Günter (* 13. Mai 1910 in Breslau; † 31. Mai 1970 in Kronach) war während der Zeit des Nationalsozialismus SS-Hauptsturmführer, stellvertretender Führer der Einsatzgruppe II in Polen und ab 1941 Sachbearbeiter für die „Ereignismeldungen der Einsatzgruppen der Sicherheitspolizei und des SD in der UdSSR“ im Referat IV A 1 des Reichssicherheitshauptamtes (RSHA).

## Leben

### Herkunft und Studium
Knobloch wurde als Sohn eines Brauereidirektors geboren. Die Großväter der protestantischen Familie waren Bergmann bzw. Schneider. Nach dem Abitur im Jahre 1930 studierte Knobloch Rechtswissenschaften in Breslau und Rostock. 1936 legte er als Gerichtsassessor das 2. Staatsexamen ab.

### Bei der Gestapo
Bereits zum 1. März 1932 trat Knobloch in die NSDAP ein (Mitgliedsnummer 1.025.597) und begann seine berufliche Tätigkeit bei der Gestapo. In den Jahren 1937/38 besuchte er die Führerschule der Sicherheitspolizei in Berlin-Charlottenburg und promovierte im November 1938 zum Dr. jur. Im Februar 1939 zum Kriminalkommissar ernannt, kam Knobloch zur Staatspolizeistelle Oppeln und ab Juli 1939 in das Polizeipräsidium Gleiwitz.

### Bei den „Einsatzgruppen der Sicherheitspolizei“ in Polen
Beim Überfall auf Polen wurde Knobloch als Stellvertreter des Leiters der Einsatzgruppe II, Emanuel Schäfer, der „Einsatzgruppen der Sicherheitspolizei“ eingesetzt. Nach Auflösung der Einsatzgruppe fand er Verwendung bei der Gestapo in Kattowitz.

### Im Reichssicherheitshauptamt
Im August 1941 wurde Knobloch nach Berlin zurückbeordert und übernahm als SS-Hauptsturmführer im Referat IV A 1 (Kommunismus, Marxismus und Nebenorganisationen, Kriegsdelikte, Illegale und Feindpropaganda: Leiter SS-Sturmbannführer und Kriminaldirektor Josef Vogt) des RSHA die Bearbeitung der „Ereignismeldungen UdSSR“. Hierbei handelte es sich um Berichte, die von den Einsatzkommandos über die Einsatzgruppenführer dem RSHA vorzulegen waren und in denen die Tätigkeiten einschließlich der Zahl der Tötungen der einzelnen Einheiten akribisch aufgezählt wurden. Im RSHA wurden die Meldungen gesammelt, ausgewertet und als Geheime Reichssache in einer Zusammenstellung einem kleinen ausgewählten Verteilerkreis zur Kenntnis gegeben. Nach dem Krieg dienten die aufgefundenen „Ereignismeldungen“ des RSHA als eine der wichtigsten schriftlichen Beweise im Nürnberger Prozess.

### Nach dem Krieg
Ende April 1945 geriet Günther Knobloch  bei Kufstein in amerikanische Gefangenschaft. Aus dieser wurde er im Herbst 1948 entlassen. Danach arbeitete er als Hilfsarbeiter, kaufmännischer Angestellter sowie schließlich als Abteilungsleiter bei der Siemens AG in Redwitz a.d.Rodach.
Verschiedene Ermittlungsverfahren der Staatsanwaltschaften Coburg, Dortmund und Berlin gegen Knobloch wurden eingestellt. Im Ulmer Einsatzgruppen-Prozess gegen Bernhard Fischer-Schweder und weitere Angeklagte sagte Knobloch als Zeuge zu den „Ereignismeldungen“ aus.
Günther Knobloch verstarb im Jahre 1970 in Kronach.

## Publikationen
- Die vom Staate garantierten Anleihen öffentlicher Körperschaften im Falle der Gebietsveränderung, Ebering Verlag Berlin 1931
- Als die Jahre keine Zahlen trugen: aus der Vorgeschichte Mitteleuropas, gemeinsam mit Kurt Welker, Prisma-Verlag Leipzig 1961